# Vanuatu a 2000. évi nyári olimpiai játékokon
Vanuatu az ausztráliai Sydneyben megrendezett 2000. évi nyári olimpiai játékok egyik részt vevő nemzete volt. Az országot az olimpián 2 sportágban 3 sportoló képviselte, akik érmet nem szereztek.

## Atlétika
Férfi
| Versenyző      | Versenyszám | Előfutam | Előfutam | Előfutam | Negyeddöntő | Negyeddöntő | Negyeddöntő | Elődöntő | Elődöntő | Elődöntő | Döntő   | Döntő    |
| Versenyző      | Versenyszám | Idő      | Hely.    | Össz.    | Idő         | Hely.       | Össz.       | Idő      | Hely.    | Össz.    | Idő     | Helyezés |
| -------------- | ----------- | -------- | -------- | -------- | ----------- | ----------- | ----------- | -------- | -------- | -------- | ------- | -------- |
| Abraham Kepsin | 100 m       | 11,12    | 8.       | 89.      | kiesett     | kiesett     | kiesett     | kiesett  | kiesett  | kiesett  | kiesett | kiesett  |

Női
| Versenyző           | Versenyszám | Előfutam | Előfutam | Előfutam | Elődöntő | Elődöntő | Elődöntő | Döntő   | Döntő    |
| Versenyző           | Versenyszám | Idő      | Hely.    | Össz.    | Idő      | Hely.    | Össz.    | Idő     | Helyezés |
| ------------------- | ----------- | -------- | -------- | -------- | -------- | -------- | -------- | ------- | -------- |
| Mary-Estelle Kapalu | 400 m gát   | 1:02,68  | 5.       | 32.      | kiesett  | kiesett  | kiesett  | kiesett | kiesett  |

## Íjászat
Férfi
| Versenyző      | Versenyszám | Selejtező | Selejtező | 64-es főtábla                  | 32-es főtábla     | Nyolcaddöntő      | Negyeddöntő       | Elődöntő          | Döntő             | Helyezés |
| Versenyző      | Versenyszám | Pont      | Kiemelt   | Ellenfél Eredmény              | Ellenfél Eredmény | Ellenfél Eredmény | Ellenfél Eredmény | Ellenfél Eredmény | Ellenfél Eredmény | Helyezés |
| -------------- | ----------- | --------- | --------- | ------------------------------ | ----------------- | ----------------- | ----------------- | ----------------- | ----------------- | -------- |
| François Latil | Egyéni      | 546       | 61.       | Rod White (USA) (4.) · 145-158 | kiesett           | kiesett           | kiesett           | kiesett           | kiesett           | 61.      |